# Dieter Prochnow

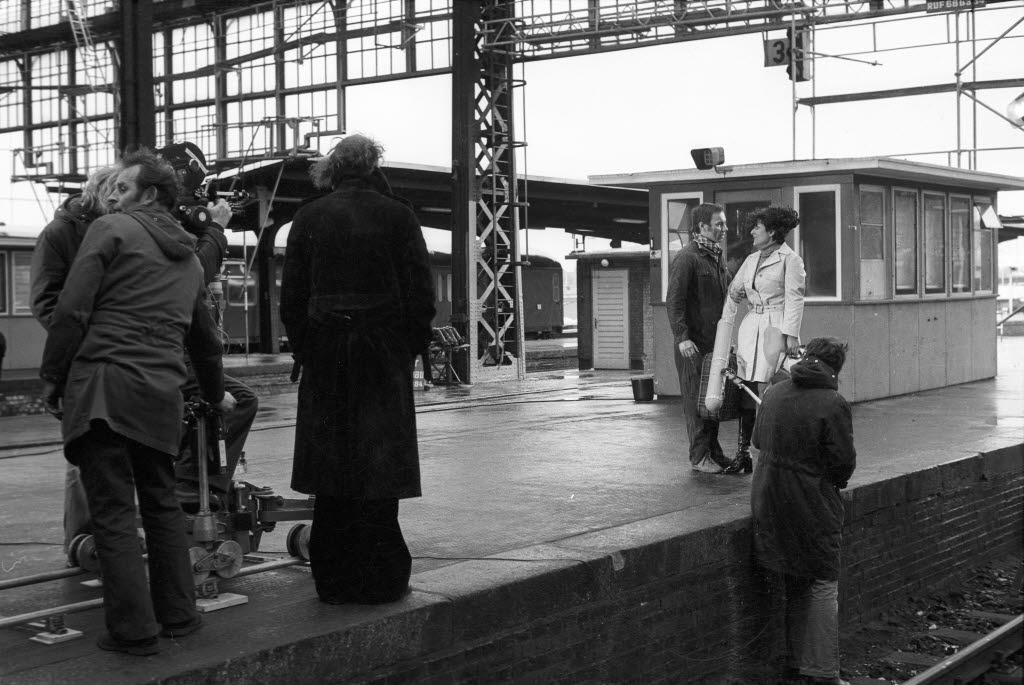
Dieter Prochnow und Edda Pastor bei Dreharbeiten zum Tatort Kneipenbekanntschaft (1974)

Dieter Prochnow (* 22. Mai 1939 in Berlin) ist ein deutscher Schauspieler.

## Leben
Dieter Prochnow debütierte nach abgeschlossener Schauspielausbildung 1963 an der Württembergischen Landesbühne Esslingen in der Rolle des Andri in Andorra von Max Frisch. Weitere Stationen seiner Bühnenlaufbahn waren u. a. von 1964 bis 1968 die Städtischen Bühnen Nürnberg, die Düsseldorfer Kammerspiele (1968–1974) und das Deutsche Schauspielhaus in Hamburg (1974–1979). Dort spielte er u. a. in dem Stück Family unter der Regie von Ulrich Heising gemeinsam mit seinem jüngeren Bruder Jürgen.
Zwischen 1964 und 1995 war Dieter Prochnow auch ein vielbeschäftigter Film- und Fernsehschauspieler, wobei er insbesondere ab den 1970er Jahren überwiegend in Krimiserien wie Der Kommissar, Sonderdezernat K1, Der Alte, Ein Fall für Zwei und Derrick sowie in vier Tatort-Folgen zu sehen war.
Als Synchronsprecher lieh er 1974 Harry Dean Stanton in dem Film Wo die Lilien blühen seine Stimme. Dieter Prochnow sprach auch Rollen in Hörspielen, so u. a. in Der Würger von Canongate von Angus McAllister und Das Ende des Schlittenbaus von Hubert Wiedfeld.
Prochnow war ab den 1960er Jahren bis zu deren Tod im Jahr 2020 mit der Schauspielerin Hanna Seiffert verheiratet, mit der er auch häufig auf der Bühne stand.

## Filmografie (Auswahl)
Kinofilme
- 1969: Eros-Center Hamburg
- 1971: Laß knacken, Ive – Regie: Karl Heinz Kraus
- 1978: Die Anstalt – Regie: Hans-Rüdiger Minow
- 1984: Hur und heilig – Regie: Cornelia Schlingmann
- 1990: The Man Inside – Tödliche Nachrichten (The Man Inside) – Regie: Bobby Roth

Fernsehfilme
- 1964: Sechs Personen suchen einen Autor
- 1968: Die Reiter
- 1969: Fememord
- 1970: Die seltsamen Methoden des Franz Josef Wanninger – Halbe-Halbe
- 1971: Hamburg Transit – Der billige Jakob
- 1971: Tatort – AE612 ohne Landeerlaubnis, Regie: Peter Schulze-Rohr
- 1971: Die drei Gesichter der Tamara Bunke
- 1972: Der Kommissar – Mykonos, Regie: Jürgen Goslar
- 1972: Sonderdezernat K1 – Vorsicht – Schutzengel!, Regie: Helmut Ashley
- 1973: Tatort – Kressin und die zwei Damen aus Jade (TV-Reihe), Regie: Rolf von Sydow
- 1974: Hamburg Transit – Eine Sekretärin
- 1974: Tatort – Kneipenbekanntschaft, Regie: Jörg-Michael Baldenius
- 1975: Der Kommissar – Ein Playboy segnet das Zeitliche, Regie: Wolfgang Becker
- 1977: Derrick – Tod des Wucherers
- 1978: Derrick – Lissas Vater
- 1979: Ein Mord, den jeder begeht
- 1979: St. Pauli-Landungsbrücken (Fernsehserie, eine Folge)
- 1980: Tatort – Schönes Wochenende, Regie: Wolfgang Staudte
- 1982: Ein Fall für zwei – Brandstiftung
- 1983: Der Alte – Kahlschlag
- 1985: Derrick – Raskos Kinder
- 1985: Der Alte – Eine Tote auf Safari
- 1988: Friedrich und Friederike (Fernsehserie, neun Folgen)
- 1989: Peter Strohm – Die Mondscheinmänner
- 1990: Abenteuer Airport – Rettungsflug
- 1995: Die Wache – Nachahmungstäter
- 1995: Balko – Sterne lügen nicht